# 姜宏模
姜宏模（1895年—？）陕西省渭南县人，中华民国军事将领，中华人民共和国政治人物，中国国民党革命委员会成员。

## 生平
姜宏模1912年在陕西陆军军官学校学习。历任连长、副团长、支队司令、国民二军旅长、国民联军副军长、军事参议院参议、新编三十五师指挥、第四集团军参议等职。中华人民共和国成立后，历任陕西省政协委员、陕西省各界代表会议代表。姜宏模是政协陕西省第一届委员会常务委员。